# Karel Tesař
Karel Bernard Tesař (* 25. Januar 1931 in Havlíčkův Brod, Ost-Böhmen) ist ein tschechischer Musiker und Komponist und Arrangeur.

## Leben
Karel Tesar studierte Komposition am Staatlichen Konservatorium in Ostrau. Nach seinem Studium war er als Geiger an der Prager Militärmusikschule sowie als Klarinettist an den Garnisonskapellen in Kremsier, Frýdek-Místek und Brünn beschäftigt. 1955 wurde er zum Orchester des Innenministeriums nach Ostrau versetzt, das er als Chefdirigent von 1960 bis 1987 leitete. 

## Werke (Auszug)
- Jeder hat die Polka gern
- Kastagnetten
- Musikantendank